# Clube Ferroviário de Nampula
Clube Ferroviário de Nampula w skrócie Ferroviário de Nampula – mozambicki klub piłkarski, grający w mozambickiej pierwszej lidze, mający siedzibę w mieście Nampula.

## Sukcesy
- Moçambola[1]:
  - mistrzostwo (1): 2004.

- Puchar Mozambiku[2]:
  - zwycięstwo (1): 2003.
  - finał (1): 2007

## Występy w afrykańskich pucharach
| Sezon | Rozgrywki           | Runda   | Kraj              | Klub            | Dom | Wyjazd | Dwumecz |
| ----- | ------------------- | ------- | ----------------- | --------------- | --- | ------ | ------- |
| 2004  | Puchar Konfederacji | wstępna | Południowa Afryka | Bidvest Wits FC | 1–2 | 0–4    | 1–6     |
| 2005  | Liga Mistrzów       | wstępna | Tanzania          | Simba SC        | 1–1 | 1–2    | 2–3     |
| 2008  | Puchar Konfederacji | wstępna | Zimbabwe          | Highlanders FC  | 1–0 | 0–3    | 1–3     |

## Stadion
Domowe mecze klub rozgrywa na stadionie o nazwie Estádio 25 de Junho w Nampuli. Stadion może pomieścić 5000 widzów.

## Reprezentanci kraju grający w klubie od 2015 roku
Stan na kwiecień 2024.
| - Tony Afonso - Édson Almeida - Amadú - António Belito - Dito Bernardo - Betão - Bino - Isac Carvalho - Avelino Catoma - Arnaldo Chana - Gervásio Cossa - Mayunda Cumaio - Dainho - Danito - Fazito - Gerson - Manucho Guambe - Milton Gulube - Gito Hilário - Mustafá Ismail - Nando José César - Eduardo Jumisse - Kley - Lanito - Josemar Machaísse - Ró Machava - Maninho | - João Mazive - Abílio Mocuana - Mokas - Salomão Mondlane - Jorge Muholove - Ussama Mutumané - Payó - Hélder Pelembe - Mauricio Pequenino - Imo Pilale - Nelson Pinto - Raúl - Salas - Mário Sinamunda - Osvaldo Sunde - Tchitcho - Stélio Teca - Manuelito Uetimane - Lóló Warrumua - John Banda - Ndaziona Chatsalira - Ndaziona Chilemba - Green Harawa - Schumacher Kuwali - Zicco Mkanda - Foster Namwera - Mohamed Abdi Nur |